# Антисиметричне відношення
Властивості бінарних відношень:
{\displaystyle \forall a,b,c\;\in {X}:}
рефлексивність {\displaystyle (aRa)\!}

антирефлексивність {\displaystyle \lnot (aRa)\!}

симетричність {\displaystyle aRb\Rightarrow bRa\!}

асиметричність {\displaystyle aRb\;\Rightarrow \lnot (bRa)}

антисиметричність {\displaystyle aRb\wedge bRa\Rightarrow a=b}

транзитивність {\displaystyle aRb\wedge bRc\Rightarrow aRc}

антитранзитивність {\displaystyle aRb\wedge bRc\Rightarrow \lnot (aRc)}

повнота {\displaystyle aRb\vee bRa\!}
В математиці, бінарне відношення R на множині X є антисиметричним, коли для будь-яких a та b з X, таких що a відноситься до b, і a{\displaystyle \neq }b, випливає що b не відноситься до a.
{\displaystyle \forall a,b\in X,\ aRb\land a\neq b\Rightarrow \lnot R(b,a).}
Співвідношення антисиметричності нічого не говорить про відношення між однаковими елементами.
Проте з вище вказаної умови випливає співвідношення:
{\displaystyle \forall a,b\in X,\ aRb\land bRa\;\Rightarrow \;a=b}
Рівність a = b отримаємо лише у випадку рефлексивого відношення.
У випадку, якщо на антисиметричне відношення додатково накласти умову антирефлексивності, то відношення стане асиметричним:
{\displaystyle \forall a,b\in X,\ aRb\;\Rightarrow \lnot (bRa)}.
Зазвичай відношення порядку ≤ на множині дійсних чисел є антисиметричними: якщо для двох дійсних чисел x і y обидві нерівності x ≤ y і y ≤ x виконуються, то x і y мають бути рівними. Крім того, підмножина порядку ⊆ на множині будь-якого набору антисиметрична: дано дві множини A і B, якщо кожен елемент, що знаходиться в A також знаходиться в B і кожен елемент B також в A, то A і B повинні містити однакові елементи, тоді:
{\displaystyle A\subseteq B\land B\subseteq A\Rightarrow A=B}
Матриця антисиметричного відношення характеризується тим, що немає жодної пари одиниць на місцях, симетричних відносно головної діагоналі. У графі такого відношення можуть бути петлі, але зв'язок між вершинами, якщо він є, також відбувається тільки однією спрямованою дугою.

## Приклади
- Антисиметричним є відношення нестрогої нерівності на множині чисел, адже a ≤ b та b ≤ a одночасно можливо тоді й тільки тоді, коли a=b.
- Антисиметричним відношенням на наборі множин буде відношення включення. Якщо, A⊆B та B⊆A, то A=B.
- Антисиметричним відношенням на підмножині цілих чисел буде відношення ділення. Якщо, a ділить b та b ділить a, то a = b.

## Властивості
Антисиметричність не є оберненою до симетричності.
Існують відношення, які одночасно є симетричними та антисиметричними: «дорівнює» (" {\displaystyle =\!} ").
Існують відношення які не є ані симетричними, ані антисиметричними: 
Існують відношення, які є симетричними, але не антисиметричними: відношення подібності (конгруенція).
Існують відношення, які не є симетричними, але антисиметричні: «менше або дорівнює» (" {\displaystyle \leq \!} ").